# SS City of Paris (1888)
SS City of Paris – siostrzany statek SS „City of New York”, liniowiec, początkowo obsługiwany przez Inman Line, a potem przez American Line (SS Paris) oraz US Navy (jako USS „Yale” i USS "Harrisburg"). Zbudowany w stoczni John Brown and Company w Clydebank. W latach 1889–1892 posiadał Błękitną Wstęgę Atlantyku.

## Historia
„City of Paris” został dopuszczony do rejsów siedem miesięcy po „City of New York”. Po wybuchu wojny hiszpańsko-amerykańskiej w 1898 roku rząd USA zarekwirował „Paris” wraz ze starszą siostrą „New York”. Odtąd nazwa statku to USS „Yale”. Po wojnie wrócił do rejsów transatlantyckich z imieniem „Paris”. 2 maja 1899 roku statek osiadł na mieliźnie w zachodniej części Wielkiej Brytanii. Po tym wydarzeniu został przebudowany w stoczni, w Belfaście, otrzymując nowe silniki. W czasach I wojny światowej (jako USS "Harrisburg") służył jako przewóz żołnierzy z Ameryki do Europy. Po wojnie oddany do poprzednich właścicieli i przemianowany na SS "Philadelphia". Ponownie przewoził pasażerów między Wielką Brytanią, Francją, a Ameryką. Przestarzały i już staromodny statek został sprzedany nowym właścicielom w 1922 roku, którzy mieli go wykorzystywać na terenie Morza Śródziemnego. Jednakże z powodów finansowych nowego operatora został pocięty na złom w Neapolu, w 1923 roku.